# Acinetòpsia
Acinetòpsia o akinetopsia és una síndrome cortical inusual en la qual els pacients perden l'habilitat de percebre el moviment visual degut a les lesions corticals situades fora del còrtex estriat. Es coneix com a moviment visual a la percepció de canvis en informació òptica al llarg de l'espai i el temps, per tant s'inclouen tant el moviment del propi cos com el d'altres persones o objectes. Independentment de la incapacitat per discriminar objectes en moviment, en l'acinetòpsia altres habilitats visuals i perceptual-visuals com la percepció del color i la forma o fins i tot el moviment auditiu es mantenen relativament estables.
L'acinetòpsia és una afecció que pot presentar diversos estadis de gravetat. En els casos més lleus, la persona percep el moviment com si fos una seqüència de imatges en la que els fotogrames passen a càmera lenta, podent percebre una estela difuminada per darrere del objecte en moviment. En l'altre extrem, la gravetat de la síndrome pot arribar al fet que el pacient experimenti una incapacitat total para percebre el moviment.
També podem encontrar el terme ceguesa al moviment o ceguesa motora en certs documents per a referir-se a l'acinetòpsia.

## Història i casos documentats
El primer cop que es va descriure científicament aquesta síndrome va ser en 1983 per Zhil, Von Cramon i Mai., amb l'estudi realitzat a Gisela Leibold, una dona de 43 anys que havia patit accidents cerebrovasculars bilaterals en les regions occipitotemporals posteriors, afectant a V5 (àrea de l'escorça visual d'associació especialitzada en la percepció del moviment) i a la substància blanca temporoparietal i occipital. La pacient presentava un trastorn visual que no li permetia visualitzar el moviment en les tres dimensions. Afirmava que a l'hora de servir una tassa de cafè tenia molts problemes: podia veure perfectament els colors i la posició exacta de la tassa sobre la taula, però el raig de cafè que sortia de la cafetera ho veia congelat i, per tant, no podia saber quan s'omplia la tassa, derramant així la beguda. Les persones que pateixen aquest desordre no perceben ni els propis moviments ni els de la resta; per exemple, poden veure a una persona en un lloc i instantàniament en un altre sense percebre com s'ha mogut per arribar fins allà. Només perceben les imatges amb normalitat quan tot esta quiet. És per això que Gisela Leibold tampoc podia creuar el carrer tota sola, ja que al no percebre el moviment, no podia saber a quina distància es trobaven els vehicles.

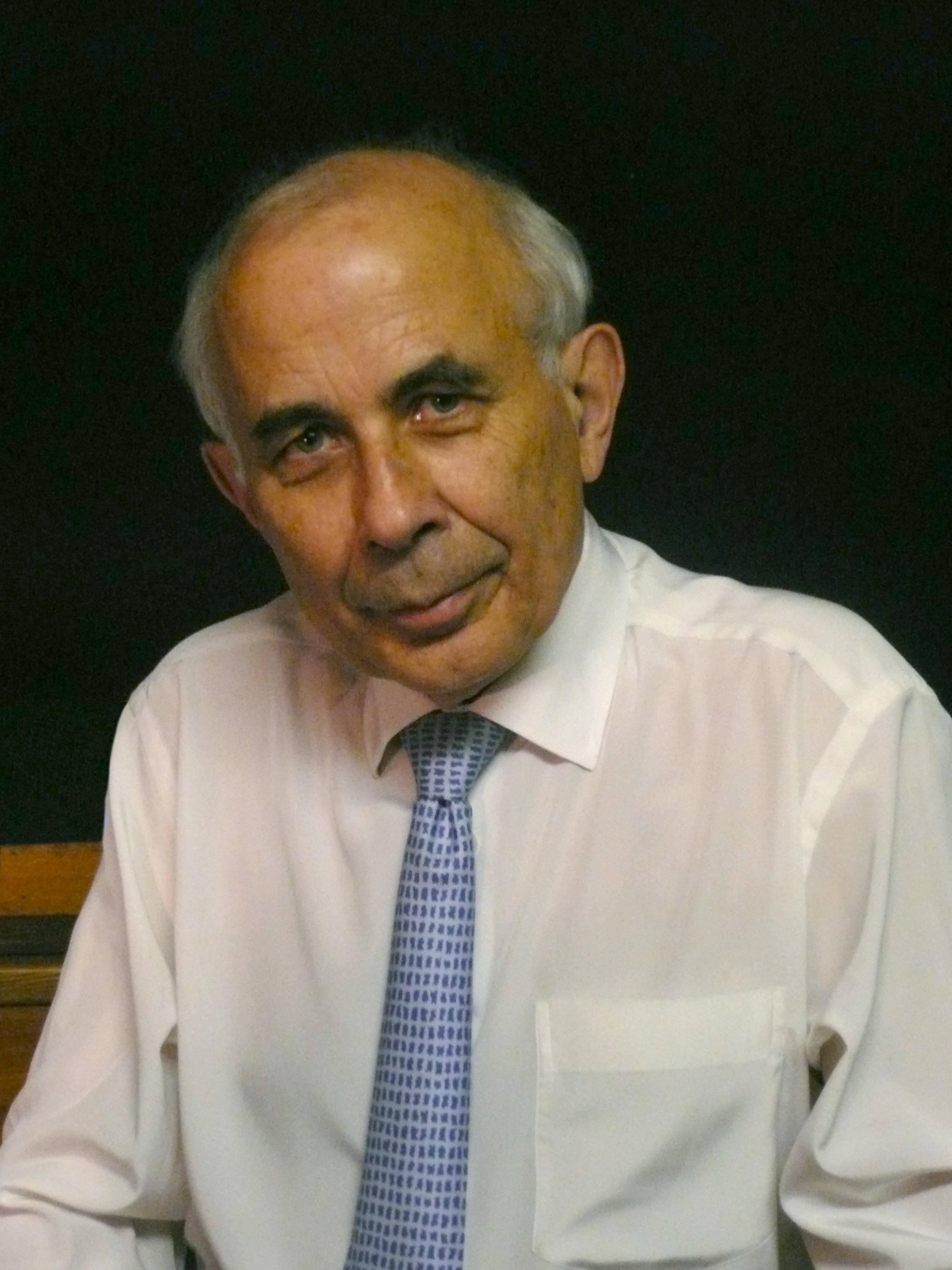
Profesor Semir Zeki

Posteriorment aquest trastorn va ser encunyat pel neurobiòleg britànic Semir Zeki (1991), que es va dedicar a estudiar les principals causes o raons per les quals es produïa aquest trastorn en la percepció del moviment (explicats anteriorment).
Tot i que s'han dedicat moltes investigacions als correlats neuronals de la percepció del moviment, a part de l'estudi amb Giselda, no s'ha fet cap investigació clínica en profunditat en els darrers 20 anys. sobre aquest tema. A l'any 2019, Heutink va descriure a una pacient de 37 anys (TD) amb acinetòpsia, que va ser admitida en el Royal Dutch Visio, Centre of Expertise per a persones cegues o deficients visuals, just després d'haver patit un ictus. Les ressonàncies van confirmar que l'àrea V5 estava danyada junt amb altres regions en ambdós hemisferis. TD va experimentar problemes a l'hora de percebre el moviment i afirmava que els colors brillants i els contrastos nitids la feien sentir malalta. Aquesta pacient també va tenir problemes per percebre objectes que estaven a més de 5 metres de distància. Les deficiències en les funcions visuals inferiors que presentava no podien explicar les dificultats que tenia respecte a la percepció del moviment i la avaluació neuropsicologica no evidenciava Síndrome de Balint, negligència hemiespacial o extinció visual, prosopagnòsia o agnòsia d'objectes. En diverses proves de comportament, TD va mostrar un deteriorament de la percepció del moviment molt semblant al de Gisela Leibold.

## Etiologia
Per entendre quines són les causes d'aquesta malaltia s'han d'especificar les àrees corticals que s'encarreguen de la percepció del moviment visual.
Investigacions prèvies en micos van mostrar que l'àrea temporal medial (MT) està relacionada amb la percepció del moviment visual. L'àrea anàloga en l'ésser humà de la MT és l'àrea V5, se situa en l'àrea posterior del solc temporal superior i rep inputs del còrtex estriat o V1. Les neurones d'aquesta àrea són selectives al moviment, principalment a la direcció i a la velocitat. Difereixen de les neurones d'altres regions com V1 en:
- Responen a la velocitat de l'estímul en comptes de als components espacials o temporals.
- Mostren oposició de moviment.
- De mitjana, les neurones de V5 tenen uns camps receptors més grans i responen a velocitats majors que aquelles situades en V1.

Un cop comentada la rellevància de l'àrea V5 dins de la percepció del moviment s'entén que la principal causa de l'acinetòpsia és la seva lesió.
Així, el primer cas documentat (i uns dels pocs que s'han descrit en la literatura divulgativa) por Zihl, Von Cramon i Mai (1983) descriu a un pacient que va presentar una anomia dèbil deguda a una lesió vascular extraestriada bilateral a conseqüència d'una trombosi; una lesió bilateral en l'àrea V5 i de la qual la conseqüència més important va ser una inhabilitat per a percebre el moviment. La investigació psicofisiològica del pacient de Zihl ha remarcat que tots els mecanismes fins al còrtex estriat estaven intactes, així que el problema es limitaria l'àrea central de V5.
A més a més, de les lesions de la zona central del lòbul frontal l'acinetòpsia s'ha observat en altres condicions, com l'atròfia cortical posterior, associada a l'antidepressiu nefazodone. L'administració de dosis molt altes d'alguns antidepressius com és el nefazodone pot causar problemes visuals, com l'acinetòpsia, que seran reversibles en el cas d'eliminar o reajustar el tractament.
Un consum habitual o recurrent de certes substàncies al·lucinògenes pot ocasionar alteracions sensorials de tota mena, incloent-hi la versió menys greu de l'acinetòpsia, l'acinetòpsia fina.
També s'ha observat pacients amb acinetòpsia a conseqüència d'un infart cerebral, però l'afectació no sol persistir.

## Tipus d'acinetòpsia
Podem separar l'acinetòpsia en dues categories segons la gravetat del símptoma i la quantitat d'afectació al pacient:

### Acinetòpsia fina o discreta

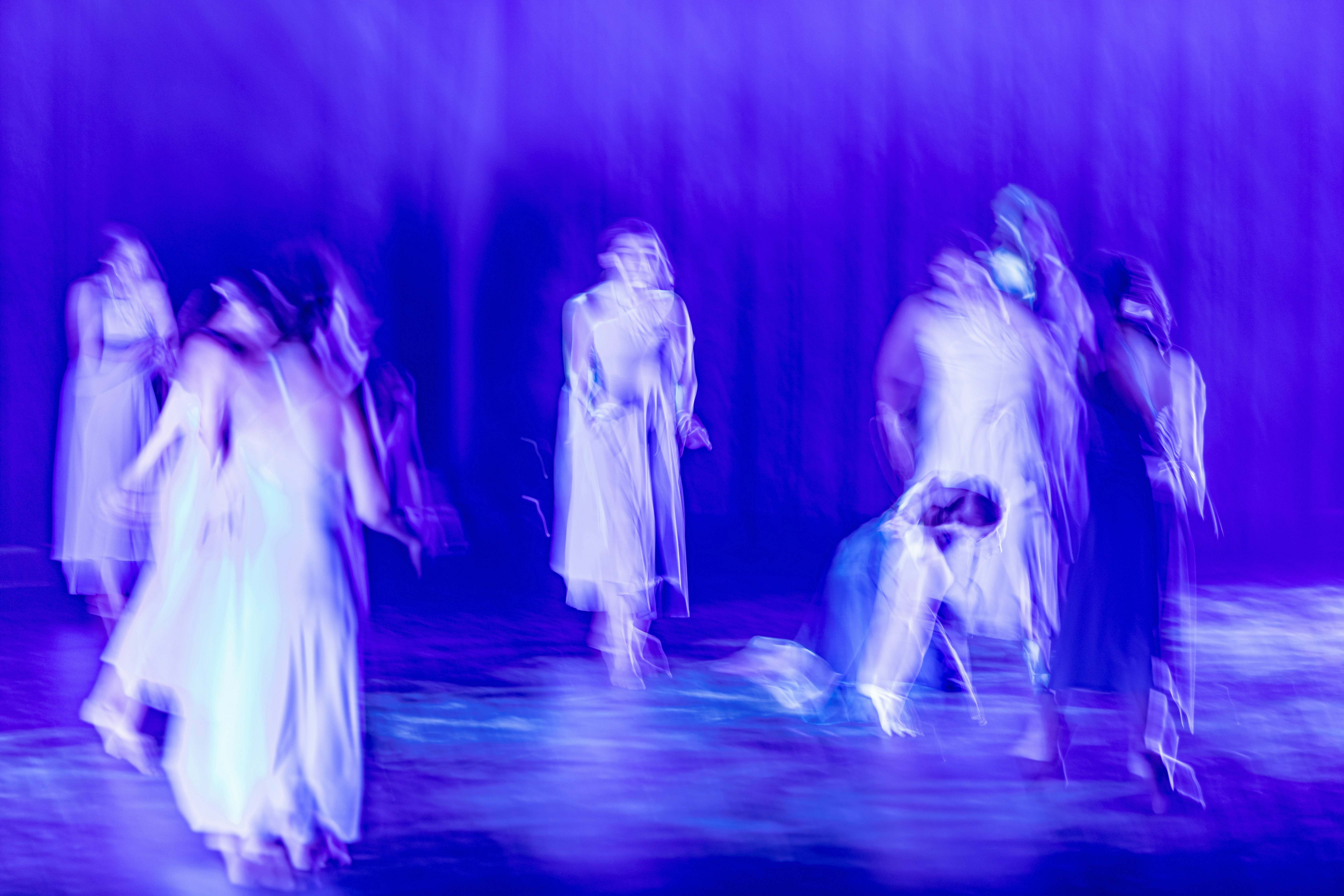
Exemple de com veu el moviment una persona amb acinetòpsia fina.

Aquest és el tipus d'acinetòpsia més comú, en aquest cas el moviment que percep la persona és comparable a una fotografia d'exposició múltiple, on diverses imatges en forma de fotogrames conformen l'acció. Encara que aquest moviment no es pugui percebre com continu, l'agrupació de les imatges permet a la persona poder reconstruir l'acció. Les persones que pateixen aquest tipus de visió estroboscòpica destaquen que encara que no sigui una condició totalment incapacitant sí que és una molt molesta.

### Acinetòpsia macroscòpica
L'acinetòpsia grossa o macroscòpica és una alteració extremadament rara. Aquests pacients experimenten una ceguera de moviment profunda i es troben amb enormes problemes per desenvolupar eficientment les activitats de la vida quotidiana. En aquest tipus en comptes de veure la visió com un rodet de cinema com passava amb l'acinetòpsia discreta, els pacients tenen problemes per percebre el moviment en la seva totalitat.
La major part del que se sap d'aquesta condició extremadament rara es va aprendre a través de l'estudi de cas d'una pacient anomenada Gisela Leibold, de la qual es parla en el punt anterior. Amb aquest estudi es manifesta el que s'ha esmentat anteriorment, aquestes persones només seran capaços de veure per exemple el principi i el final de l'acció, però tot el moviment que el conforma serà informació imperceptible.
Gisela Leibold i altres pacients també han expressat, per exemple, tindre problemes per seguir les converses, ja que els moviments dels llavis i les expressions facials canviants els perden. L'única forma que tenen aquestes persones per a entendre el moviment s'aconsegueix al comparar el canvi en la posició de l'objecte o de la persona. Gisela i altres afectats han descrit que accions quotidianes tals com travessar el carrer o conduir automòbils és pràcticament impossible i que per a fer front a aquests problemes, s'entrenen altres sentits tals com l'oïda per suplir aquesta manca de percepció.